# Liste de statues équestres de Géorgie
Cet article recense les statues équestres en Géorgie.

## Liste
| Œuvre                                  | Auteur                    | Commune   | Localisation        | Notes               | Installation | Coordonnées                       | Illustration                                  |
| -------------------------------------- | ------------------------- | --------- | ------------------- | ------------------- | ------------ | --------------------------------- | --------------------------------------------- |
| Statue équestre de Georges Saakadzé    | Merab Berdzenichvili (hy) | Kaspi     |                     | Georges Saakadzé    |              | à géolocaliser                    | Statue équestre de Georges Saakadzé, Kaspi    |
| Statue équestre de David IV            | Elguja Amachoukeli (ka)   | Koutaïssi |                     | David IV            |              | 42° 15′ 41″ nord, 42° 42′ 43″ est | Image manquante                               |
| Statue équestre de Tamar               |                           | Mestia    |                     | Tamar de Géorgie    |              | à géolocaliser                    | Statue équestre de Tamar, Mestia              |
| Statue équestre de Tsotne Dadiani      |                           | Poti      |                     | Tsotne Dadiani (en) |              | 42° 08′ 51″ nord, 41° 40′ 49″ est | Image manquante                               |
| Statue équestre de Don Quichotte       |                           | Sighnaghi |                     | Don Quichotte       |              | à géolocaliser                    | Statue équestre de Don Quichotte, Sighnaghi   |
| Statue équestre de Vakhoucht Bagration | Merab Merabichvili        | Tbilissi  |                     | Vakhoucht Bagration | 1984         | à géolocaliser                    | Image manquante                               |
| Statue équestre de David IV            | Merab Berdzenichvili (hy) | Tbilissi  |                     | David IV            | 1997         | à géolocaliser                    | Statue équestre de David IV, Tbilissi         |
| Monument à la liberté (en)             | Zourab Tsereteli          | Tbilissi  | Place de la Liberté | Georges de Lydda    | 2006         | 41° 41′ 36″ nord, 44° 48′ 05″ est | Image manquante                               |
| Statue équestre de Georges Saakadzé    | Merab Berdzenichvili (hy) | Tbilissi  |                     | Georges Saakadzé    | 1988         | à géolocaliser                    | Statue équestre de Georges Saakadzé, Tbilissi |
| Statue équestre de Vakhtang Ier        | Elguja Amachoukeli (ka)   | Tbilissi  |                     | Vakhtang Ier        | 1967         | 41° 41′ 25″ nord, 44° 48′ 39″ est | Image manquante                               |
| Statue équestre d'Héraclius II (ka)    | Merab Merabichvili        | Telavi    |                     |                     | 1971         | à géolocaliser                    | Statue équestre d'Héraclius II, Telavi        |